# Milon de Saint-Amand
Milon de Saint-Amand est un moine appartenant à la période de la Renaissance carolingienne. La date de sa naissance demeure une source de conflit, elle se situerait vers 800-810 environ. Toutefois, sa mort est très bien relatée dans les écrits de son élève Hucbald. Il serait décédé en septembre 872. Historien et poète, Milon est reconnu pour ses œuvres hagiographiques. Il fait partie de la seconde génération de moines lettrés formés par la renaissance carolingienne.

## Le monastère de Saint-Amand

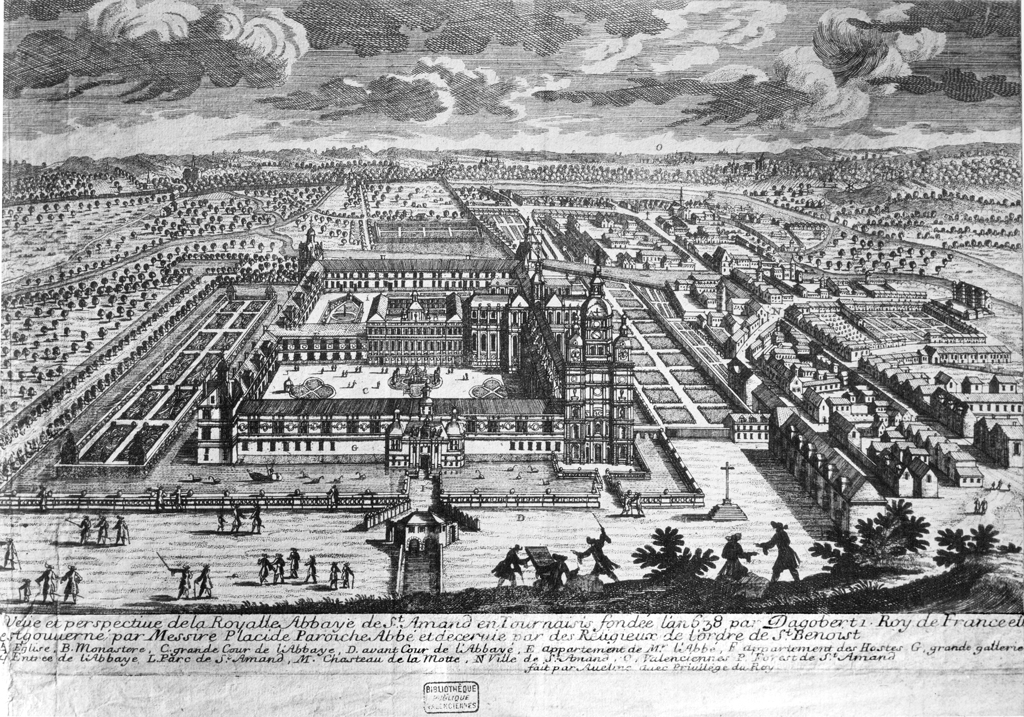
« Veüe et perspective de la Royalle Abbaye de St Amand en Tournaisis fondée l'an 638 par Dagobert 1 Roy de France, elle est gouvernée par Messire Placide Paroiche Abbé et decervie par des Religieux de l'ordre de St Benoist. »

Le monastère de Saint-Amand fut fondé autour de 630 sous le nom d’Elno ou Elnone sous le régime mérovingien du Roi Dagobert Ier dans le nord de la France. Le nom Saint-Amand lui est donné par la suite afin de commémorer la mémoire d'Amandus de Maastricht décédé en 675 environ. Le nom de Saint-Amand fut donc donné au monastère ainsi qu'au village avoisinant, Saint-Amand-les-Eaux, pendant l'apprentissage de Milon à Elnone. Le monastère a connu son apogée pendant la renaissance carolingienne, se développant comme un centre du savoir, mais aussi comme centre culturel et artistique. Milon de Saint-Amand ainsi que son neveu, Hucbald de Saint-Amand, feront leur apprentissage à ce monastère.

## Éducation
Milon commence sa formation lorsqu’il entre à Elnone (Saint-Amand). Après avoir appris le latin, Milon sera conduit vers les œuvres de l’auteur classique Virgile. À travers ces textes, Milon découvrira l’histoire, mais aussi la versification et la poésie latine. Milon poursuivra son apprentissage du « Trivium » qui regroupe l'étude de la grammaire, la rhétorique et la dialectique. Il peaufinera son apprentissage avec le quadrivium, c'est-à-dire la musique, l’astronomie, la géométrie ainsi que l’arithmétique. Le développement de toutes ces connaissances aura conduit Milon vers l’écriture et l’art de la rhétorique latine. À la fin de ses travaux scolastiques, Milon sera à son tour l'enseignant, entre autres de son neveu Hucbald : compositeur, musicien, théologien, enseignant et écrivain hagiographique.

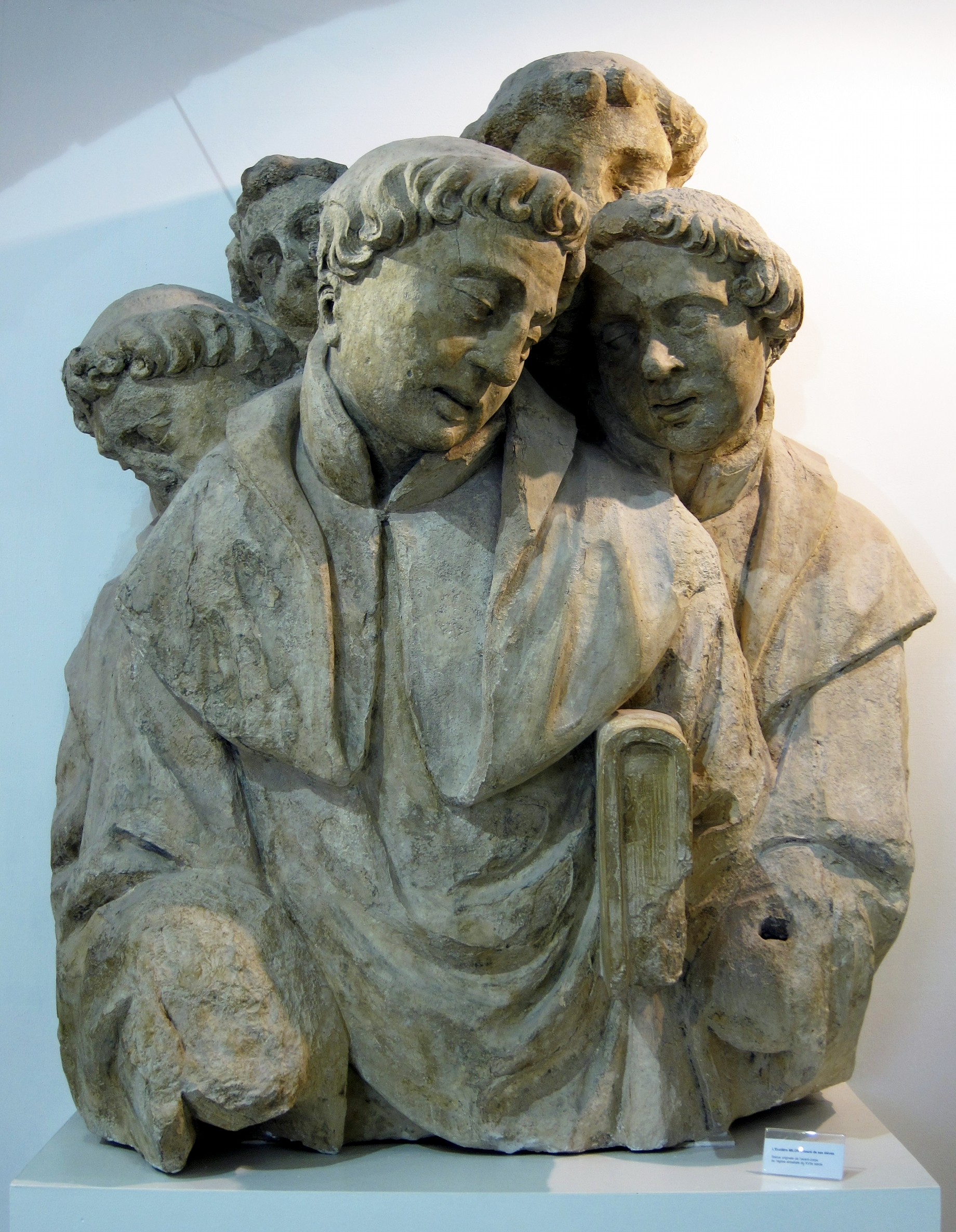
L'écolâtre Milon entouré de ses élèves au musée municipal de la tour abbatiale de Saint-Amand-les-Eaux.

## Ses œuvres
L'œuvre la mieux connue de Milon de Saint-Amand est son long poème en hommage à saint Amand. En latin, le poème se nomme « Carmen de Sancto amando » et en français « Une vie de saint Amand ». La vie de saint Amand raconte l'histoire des aventures vécues par Saint Amand tout au long de sa vie. Ses textes sont sur le même ton que celui de l'auteur classique romain Virgile. Il écrit ensuite la biographie de saint Amand, qu'il fera parvenir à plusieurs évêques dont l'évêque Hincmar de Reims, l'évêque Thierry de Cambrai et l'abbé Adalard d'Elnone ainsi qu'au roi Charles le Chauve. Sera une œuvre dont chaque individu ajoute à la biographie[incompréhensible]. Son second poème se nomme « De Sobrietate ». Ses écrits sont plutôt dirigés dans un objectif pédagogique.

### Le «suppletio»
Le volet historique de ses œuvres est constitué de la collection de documents qu'il a rassemblée concernant Saint-Amand. Le « suppletio » ou « supplément » est un document expliquant le rôle de saint Amand dans le monde monastique ainsi que sa place dans la chronologie de son époque.

### La lettre du Pape MartinIerenvoyé à saint Amand
Une copie d'une lettre envoyée par le Pape Martin Ier à saint Amand sera aussi une source d'inspiration pour les écrits de Milon sur la vie de saint Amand. Cette lettre avait été écrite sur du papyrus deux siècles plus tôt vers 649. La lettre montre que le Pape Martin Ier est désolé d'apprendre que saint Amand a abandonné sa charge épiscopale de Maastricht. De plus, le Pape fait le compte rendu du grand Concile de Rome de 649 et demande d'en diffuser les détails.

### Les trois sermons
Le document qui décrit les trois sermons faits en l'honneur de saint Amand est ainsi une source d'écriture hagiographique. Chaque fois que l'on fête la Saint-Amand, il doit y avoir un sermon, le 6 février, à la mort de saint Amand, le 26 octobre lors de la première translation du saint, et le 20 septembre lors de la deuxième translation du saint.

### Le «Testament»
La copie du testament de saint Amand, pas au sens juridique, mais plutôt sur les volontés de celui-ci, symbolisera les inspirations de Milon dans ses poèmes, comme sa volonté d'être enterré à Elnone. Dans les faits, saint Amand ne dispose pas de ses biens, le testament est en fait plus axé sur ses volontés plutôt que ses biens.